# Геологія Азії

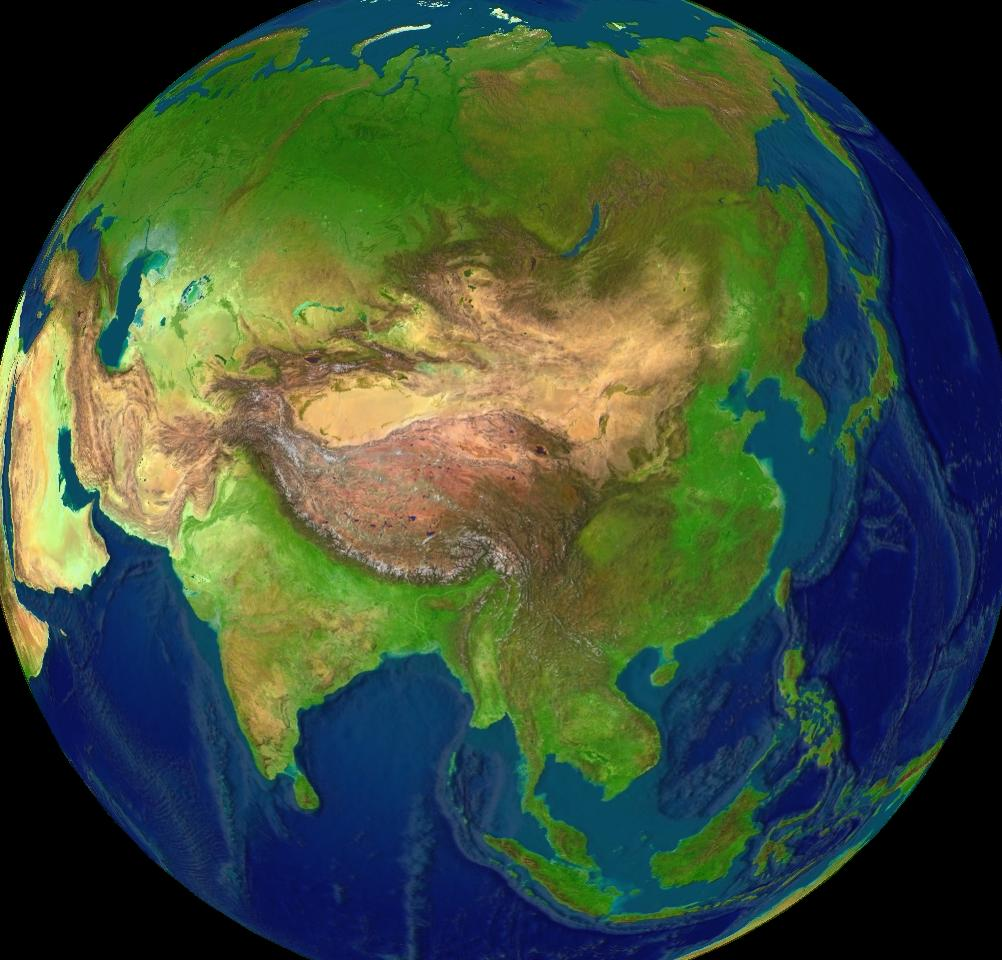
Азія.

Геологія Азії

## Геологічна будова
Азія не тільки найбільша, але і структурно найскладніша за структурою земної кори частина світу. На відміну від інших континентів, вона сформована шляхом розростання не однієї, а декількох древніх (докембрійських) платформ, простір між якими був заповнений складчастими поясами.

### Північ Азії
На півночі Азії, між Єнісеєм і Леною, Таймиром і Байкальською гірською країною, виділяється Сибірська  платформа, її фундамент становлять в основі архейські кристалічні сланці, гнейси і граніти, між великими брилами яких виділяються вузькі пояси нижньопротерозойських протогеосинклінальних утворень. Фундамент Сибірської платформи виступає на півд.-сх. у вигляді великого Алданського щита, а на півночі (меншого розміру) — Анабарського масиву. Місцями на архейських блоках зберігся протоплатформний осадовий чохол (Удокан і т. ін.). Але власне платформний чохол починається з рифею, що заповнює авлакогени, і включає осадові товщі від венду до юри, які становлять великі синеклізи Ангаро-Ленську на півдні (в основному рифей-силур), Тунгуську на північному-заході (рифей-тріас), Вілюйськую на сході (рифей-юра). Їх розділяє похована рифейсько-ранньопалеозойська Центральносибірська антекліза. Починаючи з пізньої юри Сибірська платформа піднімається, і в рельєфі їй відповідає Середньосибірське плоскогір'я.

### Схід Азії
На сході Азії виділяється Китайсько-Корейська платформа, відділена від Сибірської Урало-Монгольським (Охотським) геосинклінальним складчастим поясом що тягнеться в загальному широтному напрямі від хребта Алашань до Японського і Східно.-Китайського морів. Фундамент цієї платформи, який виступає в Шаньдун-Корейському щиті, антеклізі Шаньсі, а також в крайовому піднятті Внутрішньої Монголії, має архейсько-нижньопротерозойський вік і складений кристалічними сланцями, гнейсами і гранітами. Рифей («сіній») заповнює Яньшанський авлакоген північніше Пекіну. З рифейських товщ починається осадовий чохол, що включає карбонатні шельфові відклади кембро-ордовика, вугленосну формацію верххнього палеозою (синеклізи Північно-Китайська, Пхьоннамська) і континентальну червоноколірну формацію мезозою (Ордоська синекліза). На зах. від Китайсько-Корейської платформи знаходиться ромбоподібний Тарімський масив. У складанні його підмурівка, оголеного по периферії масиву, нарівні з породами нижнього докембрію беруть участь складчасті і метаморфізовані породи верхнього докембрію. На центральну частину масиву накладена велика западина, виконана фанерозойським чохлом. На південь від Китайсько-Корейської платформи, по інший бік Циньлінської складчастої системи, лежить менша за розміром Південно-Китайська платформа (платформа Янцзи). Її фундамент загалом значно молодший, ніж фундамент Китайсько-Корейської платформи, оскільки крім порід ниж. докембрія включає менш метаморфізовані породи нижнього, середнього і частково верхнього рифея; він виступає в Кам-Юньнанському крайовому меридіональному піднятті на захід і Цзяннанській антеклізі на схід. До складу осадового чохла Південно-Китайської платформи входять в основному мілководно-карбонатні відкладення верхнього рифея-тріасу (синеклізи Гуансі-Юньнань) і континентальні червоноколірні товщі мезозою (Сичуанська синекліза).

### Південь Азії
На півдні Азії є Індостанська платформа, що належить до Гондванської групи. У її фундаменті переважають архейські утворення граніто-ґнейси, зелено-кам'яні вулканогенно-осадові товщі, чарнокіти і високометаморфізовані кристалічні сланці; підлеглу роль грають слабше метаморфізовані товщі нижнього протерозою (кварцити, мармури та ін.). Платформний чохол складається з уламкових товщ рифею (Віндійська, Кудипахська та ін. синеклізи), льодовикових вугленосних і червоноколірних континентальних товщ верхнбого палеозою-мезозою (до нижньої крейди включно), що наповнюють систему авлакогенів (Нарбада-Сон, Маханаді, Годаварі), мілководно-морських осадів юри, крейди і кайнозою, що складають периокеанічні прогини, нарешті трапового плаща кінця крейди — початку палеогену, що покриває Деканське плато.

### Південний Захід Азії
На південному заході Азії, на Аравійському півострові, виділяється північно-східна частина Африкано-Аравійської (Африканської) платформи, фундамент якої виступає у вигляді Нубійсько-Аравійського масиву (щита), складеного метаморфізованими і прорваними гранітами осадово-вулканогенними товщами рифея, що були деформовані в байкальську епоху. На заході цей фундамент занурюється під фанерозойський чохол Східно-Середземноморської, на північному-сході — Східно-Аравійської зон перикратонних опущень. На півдні відособлюється синекліза Руб-ель-Халі. На північному-заході Аравійський півострів перетинається гілкою Східно-Африканської рифтової системи.

### Південний Схід Азії
На південному сході Азії до Сибірської платформи примикає, зчленовуючись з нею через Передверхоянський прогин, Верхояно-Чукотська складчаста область. Велика її частина (Верхояно-Колимська система) утворилася на фундаменті продовження Сибірської платформи, який оголений в Охотському, Колимському (Приколимське підняття) та Омолонському масивах. Простір між цими масивами виконаний рифейським і палеозойським (до низів карбону включно) комплексом карбонатних мілководних утворень, близьких за складом до осадового чохла Сибірської платформи; він перекривається значно потужнішим теригенним (верхоянським) комплексом верхнього палеозою, тріасу і юри; обидва комплекси спільно зім'яті в кінці юри — на початку крейди. У північній частині Верхояно-Чукотської області в широтному напрямі простежується Новосибірсько-Чукотська складчаста система, що виникла на корі океанічного типу; цей басейн відділяв Сибірську платформу від Гіперборейської, релікт якої зберігся в північному-сході частині Новосибірського архіпелагу і прилеглих акваторій.

## Складчасті пояси
Складчасті пояси. Одним із найбільших піздньопротерозойсько-фанерозойських складчастих поясів Азії є Урало-Монгольський (Охотський), що тягнеться між Східно-Європейською і Сибірською платформами в меридіональному напрямку на захід, Сибірською і Китайсько-Корейською в широтному напрямку на схід; ця східна частина іноді називається Центральноазійським поясом, а західна — Урало-Сибірським. До складу Урало-Монгольського пояса входять байкаліди (фундамент Тимано-Печорської плити, Північного Таймир, Єнісейський кряж, Східні Саяни, Патомське нагір'я), салаіриди і каледоніди (Тянь-Шань, західні і північні частини Центрального Казахстану, центральна частина Саянської області, Північна Монголія), герциніди (Південний Тянь-Шань, Джунгаро-Балхаська область, Рудний Алтай, Об-Зайсанська і Південно-Монгольська системи, Східне Забайкалля і Великий Хінган), кімериди (крайній південний схід Монголії, Східне Забайкалля, Амуро-Охотська система), а також фрагменти древнішої континентальної кори — серединні масиви (західна частина Центрального Казахстану, Тувино-Монгольський, Керулен-Аргунський, Буреїнський та ін.). Західні і центральні частини поясу закінчили свій геосинклінальний розвиток у кінці палеозою, крайня схід і південний схід — у середині або на початку мезозою. Починаючи з юри значна частина поясу між Уралом і Сибірською платформою була втягнута в опускання з утворенням Західно-Сибірської плити, покритої чохлом юрсько-крейдових і кайнозойських мілководно-морських і континентальних відкладів. На сході подібним чином виникли синеклізи Сунляо, Зее-Буреїнська, Далайнорська і ряд дрібніших западин.
Інший найбільший складчастий пояс Азії — Середземноморський геосинклінальний пояс — простягається в широтному напрямку на південь від Таримського масиву і Китайсько-Корейської платформи, на північ від Африкано-Аравійської та Індостанської платформ і на захід від Південно-Китайської платформи. Північнп смуга цього пояса закінчила розвиток в середині або кінці палеозою; вона включає каледоніди Наньшаня і Північного Ціньліну, герциніди Північного Кавказу, Паропамізу і Гіндукушу, Північного Паміру, Куньлуня, Алтинтага, Центрального Ціньліна. На південь від зони герцинід, починаючи з Центрального Афганістану, Центрального і Південно-Східного Паміру, простежується зона кімерійських, в основному ранньомезозойських, деформацій; вона простягається південніше Куньлуня вздовж Північного Тибету, захоплює Південний Ціньлінь, Сікан і Юнь-Нань і в межах Індокитайського півострова. утворює дві гілки — Північно-В'єтнамську і Лаосько-Малайську, між якими розташовується Індосінійський серединний масив із ранньодокембрійським ядром і ранніми герцинідами в північно-східному обрамленні; Лаосько-Малайська гілка ранніх кімерид продовжується на південь — у південно-західній частині острова Калімантан. Південна частина Середземноморського поясу є зоною кайнозойських, альпійських покривно-складчастих деформацій і гороутворення. До початку альпійського етапу геосинклінального розвитку, тобто до юрського періоду, більша частина цієї зони розвивалася в платформному режимі, який встановився тут з венда-кембрія після байкальських деформацій і метаморфізму. Палеозойсько-тріасовий чохол цієї епібайкальської перигондванської платформи складений мілководноморськими теригеннокарбонатними відкладами. Лише на північному-заході периферії поясу альпійському геосинклінальному розвитку передував геосинклінально-орогенний розвиток в палеозої-тріасі (Західні Понтиди, Великий Кавказ, Копетдаг). Закладенню альпійської геосинкліналі передували дроблення і разсув континентальної кори з новоутворенням кори океанічного типу, релікти якої зараз широко розвинені у вигляді офіолітових комплексів, які створюють тектонічні покривні пластини, що складають меланж, або матеріал олістостромів. На окремих ділянках збереглися брили континентальної кори, що утворили мікроконтиненти в океані Тетіс, а потім серединні масиви в складчастому поясі (Північне Закавказзя, Центральний Іран, блок Лут на сході Ірану, Гільменд-Аргандабський блок у Центральному Афганістані, Південний Тибет, Східна М'янма). Основні деформації з утворенням покривал, направлених головним чином на південь, у бік Африкано-Аравійської та Індостанської платформ, почалися в кінці крейди і продовжувалися, все посилюючись, окремими імпульсами протягом палеогену і раннього міоцену, змінившись в олігоцені-міоцені гороутвореннями, що створило до кінця неогену споруди Великого і Малого Кавказу, Копетдагу, Понту і Тавра, Ельбрусу і Загросу, Кіртхара і Сулейманових гір, Гімалаїв, Індо-М'янмських ланцюгів (хребет Аракан-Йома), Зондського архіпелагу. Паралельно з їх спучуванням йшло накопичення молас в передових (Індоло-Кубанський, Терсько-Каспійській, Передкопетдагський, Месопотамський, Передсулейман-Кіртхарський, Передгімалайський) і міжгірних (Ріонський, Курінський, Західно-Туркменський, Центрально-Іранський, Південно-Афганський, Центрально-М'янмський та ін.) прогинах. Новітнє гороутворення розповсюдилося далеко за межі альпійської геосинкліналі, особливо в Центральній Азії, створивши могутній Центрально-Азійський гірський пояс, що включає Тянь-Шань, Памір, Алтай, Саяни, хребти Прибайкалля і Забайкалля, Куньлунь, Наньшань, Ціньлін, Великий Хінган і ін., а також найвище у світі Тибетське нагір'я.
Структура східної частини Азії визначається Західно-Тихоокеанським геосинклінальним (складчастим) поясом. Його найдавніший елемент — каледоніди Південно-Східного Китаю, які змінюються на узбережжі острова Хайнань герцинідами. Північніше простягаються пізньомезозойські структури Сіхоте-Аліня і Пенжинсько-Анадирської зони; остання відділяється від древнішої Верхояно-Чукотської складчастої області Охотсько-Чукотським крайовим вулканоплутонічним поясом. Аналогічний пояс обрамовує зі сходу Сіхоте-Алінь, Корею і палеозойські структури Південному-Сході Китаю. Найбільш молоді елементи Тихоокеанського пояса на материку — Коряцьке нагір'я і Камчатка, гороутворення, що перебувають на ранній стадії. Камчатсько-Коряцька система через Курильську острівну дугу зчленовується з Сахаліно-Хоккайдською системою. Далі на півдні активну околицю азійської частини материка утворюють острівні дуги і околичні моря, в глибоководних улоговинах з корою океанічного типу. При цьому дуги, що лежать ближче до континенту (Японські острови, Тайвань, південно-захіна частина Філіппін), включають структури, сформовані в палеозої або ранньому мезозої, частково на древнішій континентальній корі; східні зони цих дуг мають пізньомезозойсько-ранньокайнозойський вік, а зовнішні дуги — Ідзу-Бонінська, Маріанська — виникли в кайнозої цілком на океанічній корі. Вік улоговин околичних морів також кайнозойський (в основі міоценовий). На острівних дугах, від Камчатки до Філіппін, розташовані численні активні вулкани. Вплив високоактивних тектономагматичних процесів Тихоокеанського поясу виявився в деформаціях, піднятті і гранітоутворенні на його західній периферії — в Китаї, Кореї, Східній Монголії, Забайкаллі і Приамур'ї. Як східна околиця Азії, так і Центральноазійський гірський пояс і альпіди Західної Азії, Кавказу і Закаспію виявляють в сучасну епоху високу сейсмічність, що виявляється в руйнівних землетрусах.